# Долно Гръче
Вижте пояснителната страница за други значения на Фтелия.
Долно Гръ̀че или Долно Гръ̀тче или понякога книжовно Долно Грàдче (на гръцки: Κάτω Πτελιά, Като Птелеа) е село в Егейска Македония, Гърция, част от дем Нестрам (Несторио), област Западна Македония.

## География
Селото се намира в областта Нестрамкол на 17 километра западно от Костур, в североизточното подножие на граничната между Гърция и Албания планина Гълъмбица на малката река Чърешново, ляв приток на Бистрица (Белица) над село Дреничево.

## История
Селото е долната махала на Гръче, която от 1961 година се смята за отделни селища.
| Година    | 1913 | 1920 | 1928 | 1940 | 1951 | 1961 | 1971 | 1981 | 1991 | 2001 | 2011 | 2021 |
| --------- | ---- | ---- | ---- | ---- | ---- | ---- | ---- | ---- | ---- | ---- | ---- | ---- |
| Население |      |      |      |      |      | 110  | 72   | 101  | 93   | 70   | 57   | 36   |